# Rastislavice
Rastislavice est une commune du district de Nové Zámky, dans la région de Nitra, en Slovaquie.

## Histoire
La première mention écrite du village date de 1936.

## Démographie

### Évolution de la population
| Année:               | 1994. | 2004.   | 2014.   | 2024.   |
| -------------------- | ----- | ------- | ------- | ------- |
| Nombre de personnes: | 913   | 923     | 900     | 958     |
| Différence:          |       | +1,09 % | -2,49 % | +6,44 % |

| Année:               | 2023. | 2024.   |
| -------------------- | ----- | ------- |
| Nombre de personnes: | 953   | 958     |
| Différence:          |       | +0,52 % |